# ČKD
ČKD（全称：捷克摩拉维亚·科尔本-丹历）是前捷克斯洛伐克的一家大型机械工业集团。

## 历史

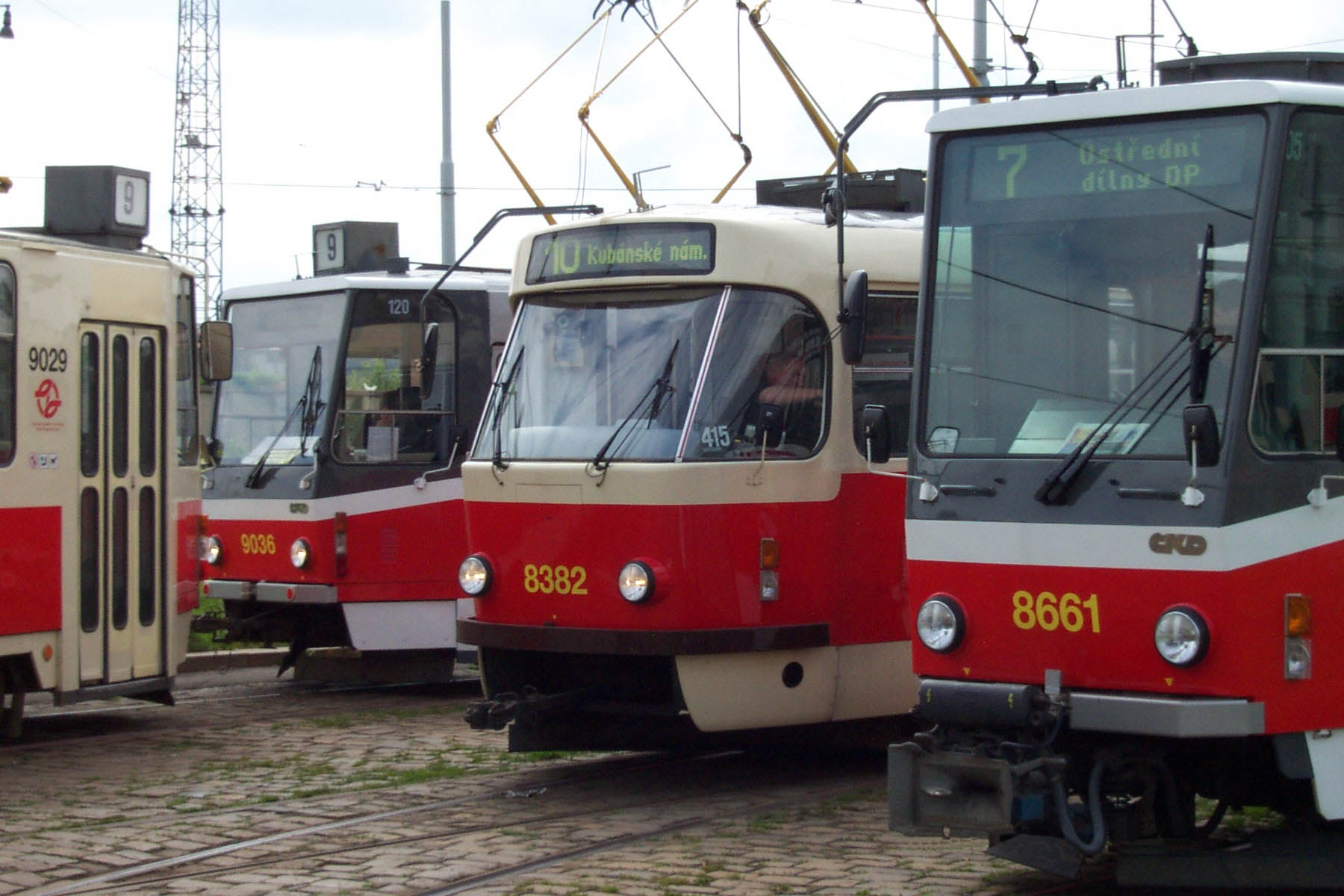
ČKD生产的各款有轨电车

ČKD是由第一捷克摩拉维亚机械厂、科尔本公司、丹历公司合并而成。第一捷克摩拉维亚机械厂于1871年在布拉格创立，并在当地建立了占地面积超过10公顷的工厂，后于1900年开始生产铁道机车车辆，至1907年又与捷克家族企业林霍费尔合作创立了著名汽车制造公司“布拉格”。科尔本公司是捷克工程师埃米尔·科尔本于1896年在维索常尼建立，两年后兼并了布拉格股份公司并改称为电工技术股份公司，该公司自1901年起为水力发电站生产成套电气设备。丹历公司是三家企业之中历史最悠久的，是由捷克工程师切内克·丹历于1854年在卡林建立，至1872年与布赖特费尔德和埃文斯公司合并，成为布赖特费尔德-丹历股份公司，主要生产采矿设备和食品加工机械。
1921年，第一捷克摩拉维亚机械厂与电工技术股份公司合并，改称为捷克摩拉维亚-科尔本公司。1927年，捷克摩拉维亚-科尔本公司又合并了布赖特费尔德-丹历公司，从此就出现了捷克摩拉维亚·科尔本-丹历公司（ČKD），这也是当时捷克斯洛伐克共和国最大规模的机械制造企业。1929年，ČKD公司将摩托车制造业务出售予布拉格汽车公司。1930年代，捷克斯洛伐克的坦克工业初具规模，继斯柯达和ČKD合作研制LT-35轻型坦克之后，ČKD公司又研制了著名的LT-38轻型坦克。第二次世界大战期间纳粹德国吞并了捷克斯洛伐克，ČKD公司被更名为波希米亚-摩拉维亚机械制造股份公司（德語：Böhmisch-Mährische Maschinenfabrik AG），其最引人注目的产品除了有LT-38轻型坦克之外，还有建基于相同底盘的黄鼠狼III坦克歼击车和追猎者坦克歼击车等变形。
战争结束后，捷克斯洛伐克成为社会主义国家，ČKD公司被政府收归国有，并且转为生产等工程机械和铁路车辆等民用设备。1950年代起，根据社会主义阵营经互会成员国分工和生产专业化原则，ČKD公司成为苏联和东欧社会主义国家最主要的电力传动调车柴油机车和有轨电车制造商。除了铁道机车车辆之外，该公司还生产重型电机、半导体整流器、工业压缩机、起重设备等众多工程产品。
1990年代初随着东欧剧变和苏联解体，ČKD公司失去了其最大的市场。1994年，ČKD公司被捷克政府进行私有化并转型为股份制企业集团，但其经营状况在完成私有化之后仍然不见起色，至1998年ČKD集团已经站在破产的边缘，为此ČKD集团对旗下的子公司进行大规模重组，部分子公司被迫中止业务及申请破产，其他子公司则被抵押给捷克投资与邮政银行（IPB）并由国家接管。随后，捷克政府逐步将这些公司分拆出售，例如在2002年将ČKD运输系统公司（ČKD Dopravní systémy）出售予西门子在捷克的子公司，ČKD集团的其余企业单位连同ČKD这个品牌于2004年出售予一家名为11 FITE的捷克公司。